# Carex spissa
Carex spissa là một loài thực vật có hoa trong họ Cói. Loài này được L.H.Bailey ex Hemsl. mô tả khoa học đầu tiên năm 1886.

## Hình ảnh

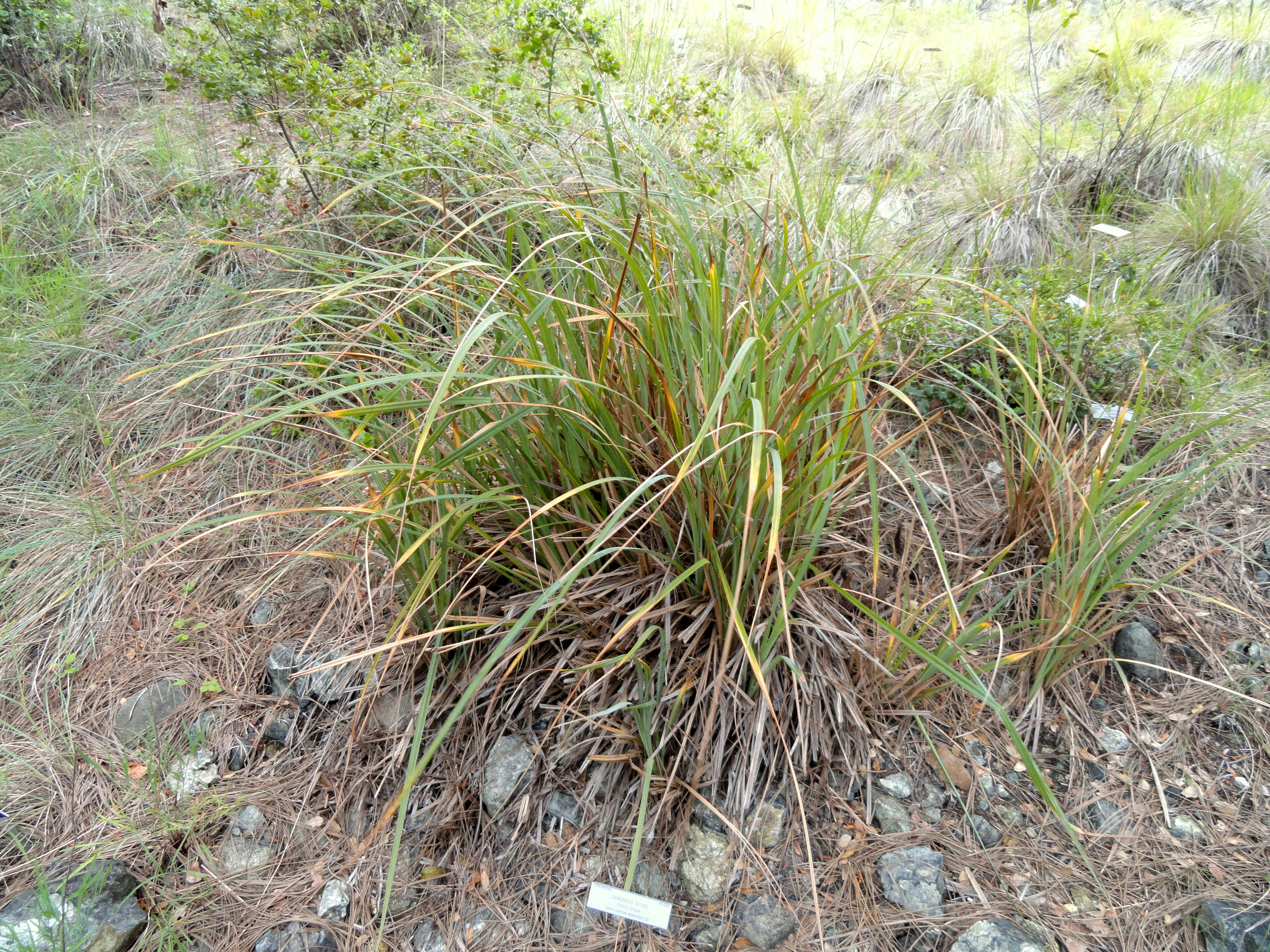
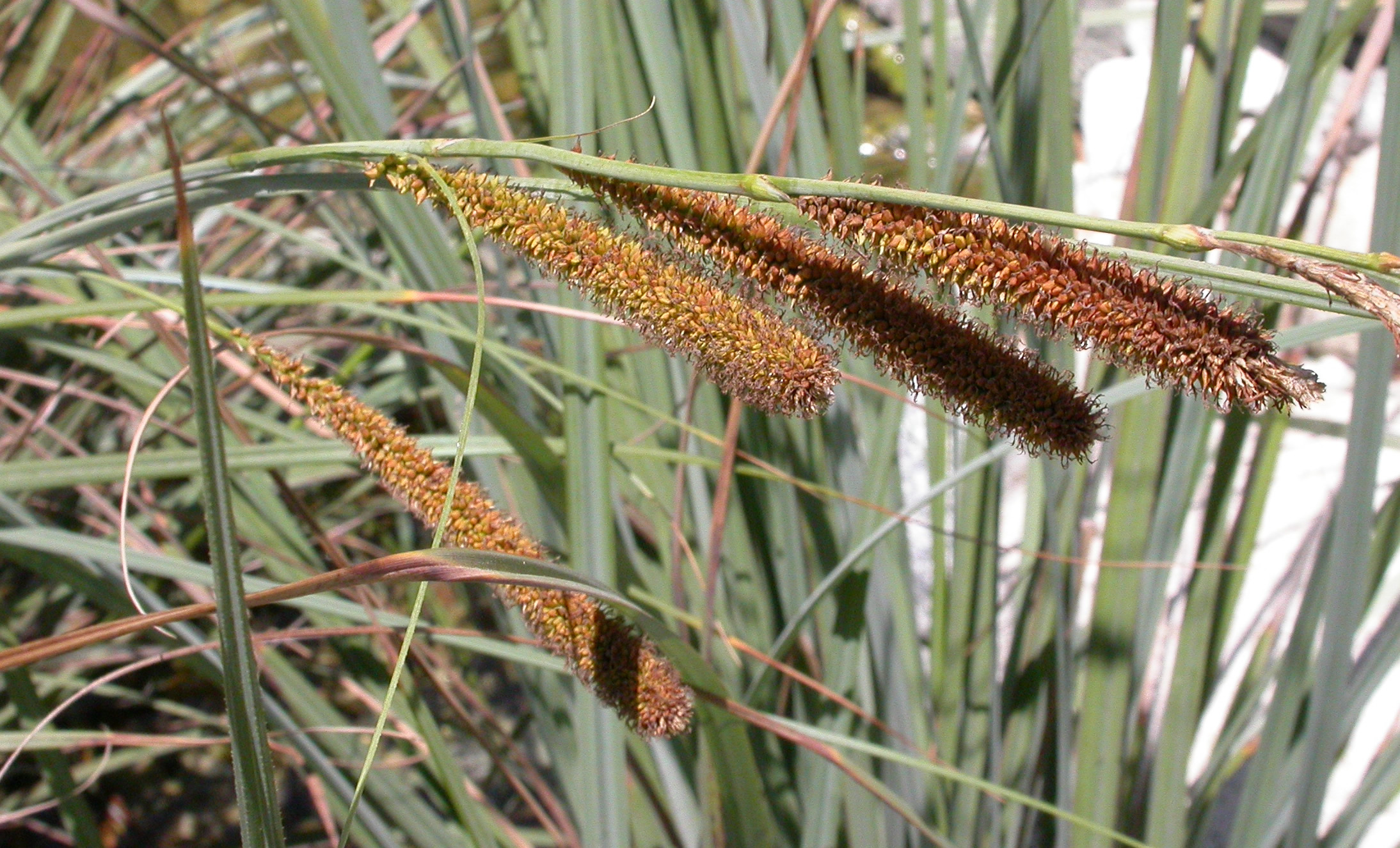
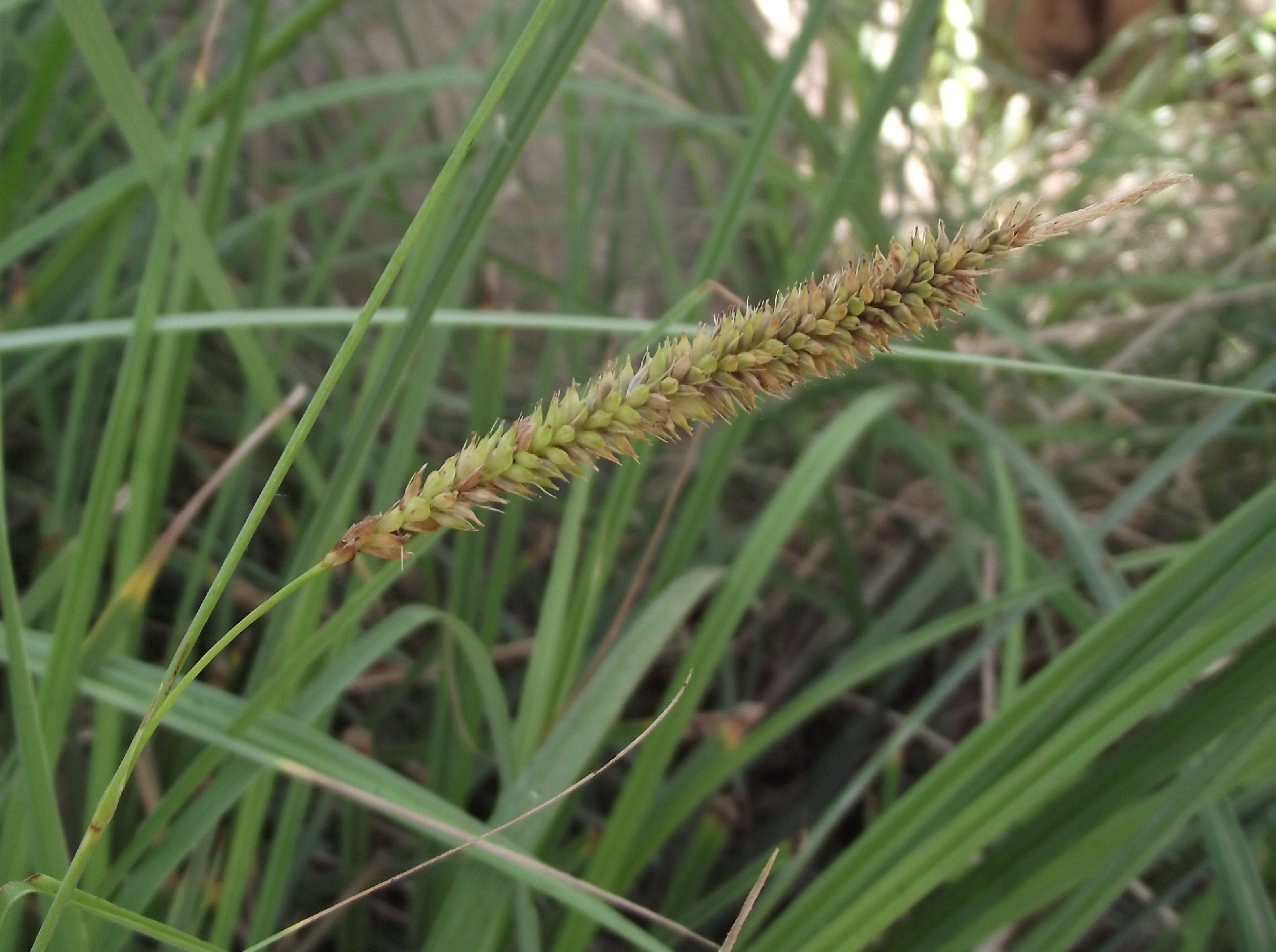
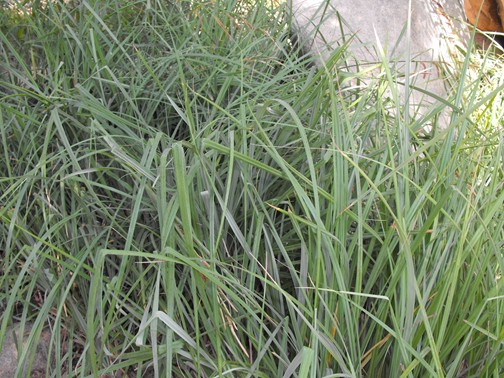